# Alain Bieri
Alain Bieri (Berna, 13 marzo 1979) è un arbitro di calcio svizzero.